# 40 Acres & A Mule Filmworks
40 Acres & a Mule Filmworks es una productora fundada por Spike Lee.
El nombre se debe a un famoso episodio de los primeros años de la Reconstrucción. En 1865, el general Sherman emitió la Special Field Order 15, una ley que ordenaba la distribución de lotes de 40 acres y algunas mulas militares sobrantes, a algunas familias negras liberadas en la costa de Georgia. Después que Abraham Lincoln fuese asesinado, Andrew Johnson revocó la orden, les quitó las tierras a los esclavos liberados y la devolvió a los anteriores propietarios.
Después del éxito de Do the Right Thing and Malcom X, Lee expandió la marca de 40 Acres & a Mule Filmworks, abriendo tiendas de ropa con artículos de promoción comercial con el emblema de la productora.
40 Acres and a Mule Filmworks también tiene una división de publicidad con la empresa DDB llamada Spike DDB, ubicada en la ciudad de Nueva York. Han hecho anuncios comerciales de Super Bowl, Nike y Lay, entre otros, así como vídeos musicales.
En 2004, 40 Acres & a Mule Filmworks trasladaron todas sus operaciones a la ciudad de Nueva York, situando su sede en el barrio de Fort Greene, en Brooklyn.

## Premios
2010: Peabody Award para If God Is Willing and Da Creek Don't Rise

## Filmografía
- She's Gotta Have It (1986)
- School Daze (1988)
- Do the Right Thing (1989)
- Mo' Better Blues (1990)
- Jungle Fever (1991)
- Malcolm X (1992)
- Crooklyn (1994)
- Clockers (1995)
- New Jersey Drive (1995)
- Tales from the Hood (1995)
- Girl 6 (1996)
- Get on the Bus (1996)
- He Got Game (1998)
- Summer of Sam (1999)
- The Best Man (1999)
- The Original Kings of Comedy (2000)
- Bamboozled (2000)
- Love & Basketball (2000)
- 3 A.M. (2001)
- 25th Hour (2002)
- Good Fences (2003)
- She Hate Me (2004)
- Inside Man (2006)
- Miracle at St. Anna (2008)
- Red Hook Summer (2012)
- Oldboy (2013)
- Da Sweet Blood of Jesus (2015)
- Chi-Raq (2015)
- BlacKkKlansman (2018)
- Tales from the Hood 2 (2018)

## Televisión
- A Huey P. Newton Story (2001)
- When the Levees Broke (2006)
- Kobe Doin' Work (2009)
- If God Is Willing and da Creek Don't Rise (2010)
- She's Gotta Have It (2017)